# Трихуриаза
Трихуриазата, известна и като заразяване с власоглав червей, е инфекция, причинена от паразитния червей Trichuris trichiura (власоглав червей).

## Симптоми
Ако инфекцията е само с няколко червея, често няма симптоми. При пациентите, заразени с много червеи, може да има коремна болка, чувство за умора и диария. Диаричните изпражнения понякога съдържат и кръв. Инфекциите при децата могат да доведат до нарушения в интелектуалното и физическо развитие. Недостиг на червени кръвни телца може да се появи заради загуба на кръв.

## Причини
Болестта обикновено се разпространява когато хората консумират храна или пият вода, която съдържа яйца на тези червеи. Това може да се случи когато замърсени зеленчуци не са добре почистени или напълно сготвени. Тези яйца често се намират в почвата, където хората практикуват дефекация на открито и където нетретирани човешки изпражнения се използват за тор. Тези яйца идват от изпражненията на заразени хора. Малките деца, играещи в подобна почва и бъркащи след това с ръце в уста, също лесно се заразяват. Червеите живеят в дебелото черво и имат дължина около 4 cm. Наличието на власоглав червей се установява чрез установяването на наличие на яйца при обследване на фекалиите с микроскоп. Яйцата имат бъчвовидна форма.

## Превенция и лечение
Превенцията се състои в правилно приготвяне на храната и миене на ръцете преди готвене. Останалите мерки включват подобряване на достъпа до хигиена като осигуряване на използването на работещи и чисти тоалетни и достъп до чиста вода. В някои части на света, където инфекциите са често срещани, често се налага цели групи от населението да бъдат третирани едновременно и редовно. Лечението трае три дни с лекарствата албендазол, мебендазол или ивермектин. Често хората се заразяват отново след лечението.

## Епидемиология
Инфекцията с власоглав червей засяга около 600 до 800 милиона души по света. Най-често срещана е в тропическите страни. В развиващите се страни пациентите, заразени с власоглав червей често страдат и от глисти и аскариоза. Това има сериозно отражение върху икономиката на много държави. Работи се по разработването на ваксина срещу болестта. Трихуриазата е определяна като пренебрегвана тропическа болест.